# Невролингвистично програмиране
Невролингвистичното програмиране (НЛП) е псевдонаучен подход за общуване, личностно развитие и психотерапия създаден през 70-те години на 20 век. Заглавието се отнася за предполагаема връзка между неврологичните процеси („невро“), езика („лингвистично“), и поведенческите модели, които са изучени чрез преживяване („програмиране“) и могат да бъдат организирани за постигането на специфични цели в живота.
Основателите на НЛП, които са Ричард Бендлър и Джон Гриндър твърдят, че НЛП е в състояние да се справи с проблеми, като фобии, депресия, разстройство, поведенческо разстройство, психосоматични заболявания и разстройства в обучението. Тяхната заявена цел е в „намирането на начини да се помогне хората да имат по-добър, по-пълен и по-богат живот.“ Бендлър и Гриндър твърдят, че ако може да се моделират ефективните модели на поведение на изключителните хора, тогава тези модели могат да бъдат придобити от други лица. НЛП е приета от частни терапевти, включително хипнотерапевти и при управление на работни срещи и семинари, и е предлагана на бизнеса и правителството.
Не съществува научно доказателство, подкрепящо твърденията на НЛП застъпниците, а методът е класифициран като псевдоначуен. Научните изследвания заявяват, че НЛП се базира на остарели идеи, относно работата на мозъка, които са несъвместими със съвременната неврологична теория и съдържат множество фактологически грешки. Налице са свидетелства, че всички подкрепящи изследвания върху НЛП съдържат значителни методологични недостатъци, докато в същото време са налице три пъти повече и по-висококачествени проучвания, които не успяват да репродуцират „необичайните твърдения“ на Бендлър, Гриндър и други НЛП практици.
Невролингвистичното програмиране (или НЛП) е модел за междуличностно общуване и подход използван в Психотерапията, създаден от Ричард Бендлър и лингвистът Джон Гриндър през 1970 г. Начинанието се основава на изучаване на езика, общуването и по-специално личностните промени, главно чрез моделиране на трима психотерапевти, доказали се като успели в професията си: Фритц Перлс, Виргиния Сатир, и Милтън Ериксон. Бандлър и Гриндер претендират, че са открили и създали модел, който описва основните черти в поведението и общуването отличаващи тримата професионалисти, подложени на наблюдение от колегите им, които не постигат техните резултати. Според някой, НЛП все още е само съвкупност от техники и стратегии за подобряване на комуникацията и личното влияние, отколкото единен модел или теория. НЛП също може да бъде описано като прагматично прилагане на техники за хипноза и вкарване в транс. Бендлър и Гриндър са изследвали множество хипнотисти, преди да систематизират своите теории за навлизането в транса на субекта, преди променянето му.

## История на НЛП
Възниква в началото на седемдесетте (1970). За основатели се считат Джон Гриндър и Ричард Бендлър. Двамата не възнамеряват да създават нова школа, просто искат да определят шаблоните и последователностите, използвани от водещи психолози и да ги класифицират. Те не се интересуват от теориите, създават успешни модели за терапия, които действат на практика, и които човек може да научи.
Започвайки с тези първоначални модели, НЛП започва да се развива в две взаимодопълващи се направления:
- като процес за откриване на „умение“ в различни човешки дейности.
- като ефективен метод на мислене и комуникация, използван от водещите личности.

През 1976 Гриндър и Бендлър кръщават своите изследвания невролингвистично програмиране.
НЛП произлиза от времето когато Ричард Бендлър, студент в Университета на Калифорния, Санта Круз, слушал и изваждал части от записи на терапевтични сесии на късния Гещалт терапевт Фриц Пърлс. Бендлър повярвал, че е разпознал определена дума и структура на изречение, които подпомагали терапевтичните предположения на Пърлс. Бендлър отишъл с тази идея при един от преподавателите си в университета Джон Гриндър, лингвист. Заедно те изучавали записите на Пърлс, както и наблюдавали друг терапевт Вирджиния Сатир, за да достигнат до така наречения мета модел, модел за събиране на информация и предизвикване на езика на клиента и подсъзнателното мислене.
Мета моделът е представен през 1975 г. в два тома "Структурата на магията I: книга за езика и терапията и Структура на магията II: книга за комуникацията и промяната. В тези книги те описват вярването си, че терапевтичната магия, която случвали Пърлс и Сатир, от най-добрите представители във всяка сложна човешка дейност, има структура, която може да бъде научена от другите, ако им се дадат подходящите модели. Те вярвали, че в поведението на Пърлс и Сатир се долавяло умението да предизвикаш изкривяването, генерализацията и изтриването в езика на клиента си. Например:

Клиент: „Чувствам се ужасно.“

Терапевт: „За какво точно се чувстваш ужасно?“

Клиент: „... за представянето ми вчера.“

Терапевт: „Какво представяне, точно?“

Клиент: „...“

Лингвистичните аспекти са базирани на предишна работа на Гриндер, която ползвала трансформационната граматика на Ноам Чомски. Като предизвикваш лингвистичните изкривявания, уточнявайки генерализациите, прихващайки изтритата информация от съобщеното от клиента, повърхностната структура, би трябвало да даде по пълна картина за това какво се случва в дълбочина и това да има терапевтична полза. Те заимствали идеи от Грегори Бейтсън и Алфред Корзибски, особено за човешкото моделиране и свързването на идеите с тяхното изразяване, „картата не е територията“.
Сатир и Бейтсън се съгласили да напишат предговори към първата книга на Бендлър и Гриндър. Бейтсън също представил двамата на Милтън Ериксън, който станал третият им модел. Ериксон е написал предговора към двутомната поредица от книги, базирани на наблюденията им върху работата на Ериксон с клиенти, Модели на хипнотичните техники на Милтън Х. Ериксон, том I & II.

## Научна критика
В началото на 80те години НЛП се е рекламирал, като важен напредък в психотерапията и психологическите консултации и привлича известен интерес в консултантските изследвания и клиничната психология. Въпреки това, след като контролираните експерименти не успяват да докажат, каквато и да било полза от НЛП и след като неговите застъпници започнали да заявяват все по-съмнителни претенции, научният интерес към НЛП замрял.
Многобройни литературни прегледи и мета-анализи се провалят в опитите си да дадат доказателство за ефективността на НЛП, като терапевтичен метод. Докато някои НЛП практици твърдят, че липсата на емпирична подкрепа се дължи на недостатъчните изследвания над НЛП, то общото научно становище е, че НЛП е псевдоначуен метод и че опитите за отхвърляне на изследователските открития базирани на тези аргументи са всъщност признание, че НЛП няма достатъчна доказателствена основа. Проучвания в академичната общност свидетелстват, че НЛП е широко дискредитиран метод сред учените.
Някои от причините НЛП да се счита за псевдонаучен метод са, че:
- Свидетелствата в негова защита са ограничени до анекдоти и лични разкази[17]
- Не се базира на научната представа за нервонаука и лингвистика[18]
- Самото название „нервнолингвистично програмиране“ използва жаргонни думи, за да впечатли аудиторията и да придате на идеята автентичност; НЛП сам по себе си не се отнася по никакъв начин към невралните структури и няма нищо общо с лингвистиката или програмирането.[19] Всъщност дори в сферата на образованието НЛП се използва, като основен пример за псевдонаука.[20]